# Sakine Madon
Sakine Cihan Madon[uttal], född Bahçeci den 23 februari 1980 i Adana i Turkiet, är en svensk statsvetare[källa behövs] och liberal politisk skribent. Hon har varit kolumnist och politisk redaktör i flera större svenska massmedier, inklusive Expressen, Norran,  Upsala Nya Tidning och SVT Opinion. Hon har utnämnts till en av Sverige mest inflytelserika twittrare.

## Biografi

### Bakgrund och politiker
Sakine Madon föddes i Adana och migrerade 1985 från Turkiet till Sverige. Hennes föräldrar hade vänsteråsikter, var fackligt aktiva i Turkiet och tvingades fly från landet. I Sverige växte hon upp i Uppsala och i Flemingsberg. Med en bakgrund inom feminism engagerade sig Madon senare för liberala åsikter. Hon satt som förbundsstyrelseledamot i Liberala ungdomsförbundet 2004-2006. I valet 2006 kandiderade hon till riksdagen för Folkpartiet liberalerna i Stockholms läns valkrets.

### Kolumnist och redaktör
Madon blev krönikör i en gratistidning som 24-åring och arbetade senare på SVT, Newsmill och som debattredaktör på Expressen, inledningsvis som vikarie för Leo Lagercrantz under hösten 2007.  Från 14 juni 2007 var hon fristående kolumnist på tidningens ledarsida.
Sakine Madon gick 2009 över till SVT Opinion. Hon arbetade därefter som redaktionschef på Newsmill, till slutet av 2012, strax innan sajten lades ner.
Mellan 2013 och 2016 arbetade Sakine Madon som politisk redaktör på dagstidningen Norran. Den 1 september 2016 tillträdde hon en tjänst som politisk redaktör på Vestmanlands Läns Tidning. Hon har varit fristående kolumnist på Expressens ledarsida mellan år 2007 till 2016.
Mellan 10 december 2018 och 30 juni 2024 var hon politisk chefredaktör på Upsala Nya Tidning då hon efterträdde Håkan Holmberg.

### Utmärkelser
År 2015 rankades hon i Twittercensus, Intellecta Corporates årliga genomgång av svenskspråkiga twitterkonton, som Sveriges mest inflytelserika twittrare.
År 2019 tilldelades hon Kerstin Hesselgren-medaljen.
År 2023 fick hon Bertil Ohlin-medaljen i guld.
I september 2023 utsågs hon till hedersdoktor av samhällsvetenskapliga fakulteten på Uppsala universitet.

### Övrigt
Den 15 juli 2016 var Sakine Madon värd i radioprogrammet Sommar i P1. Den 29 december 2016 var hon vintervärd i Vinter i P1.
I april 2022 debuterade hon som författare med boken Inget är heligt på Fri Tanke förlag.